# Turilli / Lione Rhapsody
Turilli / Lione Rhapsody — італійський симфо-метал гурт з міста Трієст, створений у 2018 році.
Музика гурту була класифікована як симфонічний метал, прогресивний метал.

## Історія
Гурт створений у грудні 2018 року колишніми учасниками гурту Rhapsody of Fire, Лукою Туріллі та Фабіо Ліоне. До складу гурту також увійшли колишні учасники гурту Rhapsody of Fire, Алекс Хольцварт, Патріс Герс, Домінік Леркен.
Гурт підписав контракт з лейблом Nuclear Blast.
До створення гурту, той самий склад виступав під назвою Rhapsody у прощальному турі 20th Anniversary Farewell Tour, який відзначав 20 років існування оригінального гурту.
Того ж дня, коли гурт було засновано, вони розпочали краудфандингову кампанію на Indiegogo для фінансування свого єдиного студійного альбому.
Після завершення прощального туру Rhapsody, першим наміром було продовжувати під назвою Zero Gravity, але промоутери наполегливо рекомендували, щоб проект Луки Туріллі та Фабіо Ліоне і далі називався Rhapsody.
Туріллі та Ліоне назвали музичний стиль свого нового проекту «новим поколінням симфонічного металу» в поєднанні з прогресивними, електронними та навіть етнічними елементами та заснованим на їхній мистецькій мантрі «Відродження та еволюція», підкреслюючи чіткий намір відмовитися від павер-металу, розвиваючи свій звук у щось інше, сучасне та інноваційне.
Наприкінці грудня 2018 року гурт Turilli / Lione Rhapsody увійшов в студію, щоб записати свій єдиний студійний альбом, Zero Gravity (Rebirth and Evolution), який вийшов 5 липня 2019 року.
Після завершення латиноамериканського туру в січні та лютому 2023 року,  гурт розпався, попередньо оголосивши, що вони назавжди закривають цей проект.

## Учасники гурту
Остаточний склад
- Лука Туріллі (Luca Turilli) — соло-гітара, ритм-гітара, клавішні (2018–2023)
- Фабіо Ліоне (Fabio Lione) — головний вокал (2018–2023)
- Домінік Леркен (Dominique Leurquin) — ритм-гітара, соло-гітара (2018–2023)
- Патріс Герс (Patrice Guers) — бас (2018–2023)
- Алекс Хольцварт (Alex Holzwarth) — ударні (2018–2023)

Колишні концертні учасники
- Мікеле Санна (Michele Sanna) — ударні (2019)
- Фабіо Алессандріні (Fabio Alessandrini) — ударні (2023)

## Дискографія

### Студійні альбоми
- Zero Gravity (Rebirth and Evolution) (2019)

### Сингли
- «Phoenix Rising» (2019)[11]
- «D.N.A. (Demon and Angel)» (2019)
- «Zero Gravity» (2019)

### Музичні кліпи
- «Zero Gravity»